# مایکل گری‌آیس
مایکل گری‌آیس (به انگلیسی: Michael Greyeyes) (زاده ۴ ژوئن ۱۹۶۷) بازیگر کانادایی است.
از کارهای معروف او می‌توان به بازی در فیلم سرخ‌پوست وحشی اشاره کرد.